# Colonel of the Regiment

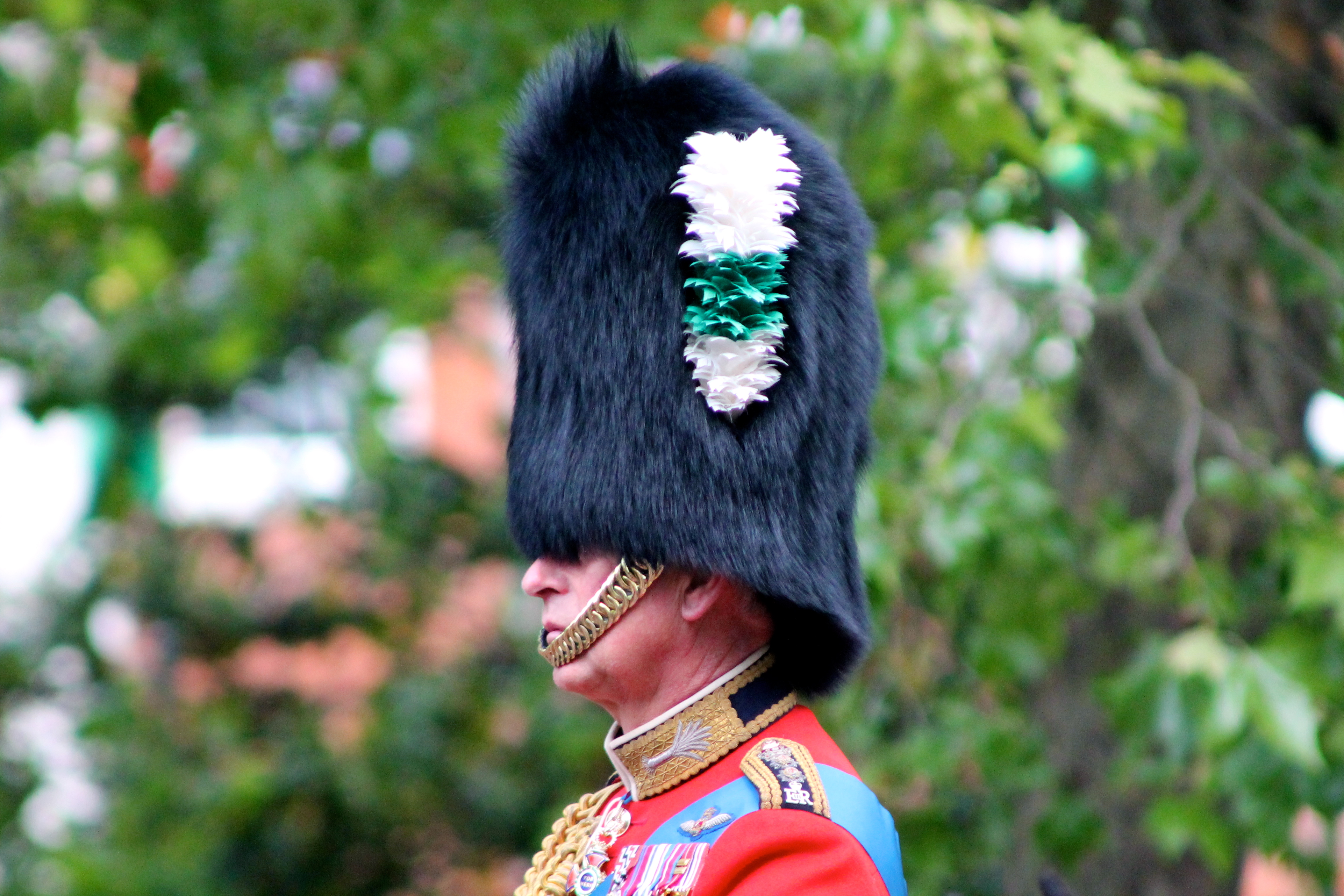
Charles, Prince of Wales bei Trooping the Colour 2012 als Colonel of the Regiment der Welsh Guards in deren Uniform mit den Insignien eines Colonels.

Colonel of the Regiment (auch Regimental Colonel; deutsch „Oberst des Regiments“) ist ein zeremonielles Amt in der British Army und anderer Streitkräfte des Commonwealth.
Der Zusatz „of the Regiment“ dient zur Unterscheidung des Amtes vom gleichnamigen Dienstrang des Colonel und wird häufig weggelassen. Historisch war Colonel der Rang des nominalen Kommandeurs eines Regiments, der für die Aufstellung und Ausrüstung des Regiments verantwortlich war (vergleichbar dem deutschen Regimentschef) und nach dem das Regiment früher auch benannt wurde. Bereits historisch ließ sich der Colonel als Regimentskommandeur im aktiven Einsatz häufig von seinem Stellvertreter (Lieutenant) vertreten; entsprechend hat bis heute der tatsächlich befehlshabende Offizier (Commanding Officer) eines Regiments der British Army üblicherweise den Dienstrang eines Lieutenant-Colonel inne und wird in seiner Funktion als „Lieutenant-Colonel of the Regiment“ bezeichnet. Der Colonel of the Regiment ist insofern der zeremonielle Kommandeur des Regiments.
Der Colonel of the Regiment ist der ranghöchste Offizier eines Regiments und für die Wahrung der Traditionen, Bräuche und des Korpsgeistes des Regiments verantwortlich. Er ist ein Symbol für die Geschichte und das Erbe des Regiments und soll ein Vorbild für die Soldaten des Regiments sein. Vom Colonel of the Regiment wird erwartet, dass er sich intensiv für das Wohlergehen der Soldaten des Regiments interessiert und den Offizieren des Regiments als Mentor zur Seite steht.
Der Colonel of the Regiment ist nicht zu verwechseln mit dem Colonel-in-Chief. Dieser ist der Schirmherr des Regiments, häufig der Monarch oder ein sonstiges Mitglied der königlichen Familie, und steht außerhalb der militärischen Hierarchie.
Für das Amt des Colonel of the Regiment kommen insbesondere aktive oder im Ruhestand befindliche Offiziere der British Army in Frage, die mindestens den Rang eines Colonel haben, es können aber auch Personen ohne militärischen Rang, insbesondere Mitglieder der königlichen Familie oder Vertreter der Krone, Colonel of the Regiment werden. Die Auswahl des Colonel of the Regiment wird gewöhnlich auf Vorschlag des Colonel-in-Chief von den hochrangigen aktiven und im Ruhestand befindlichen Offizieren des Regiments getroffen.
Colonels of the Regiment tragen in Ausübung ihres Amtes die Uniform des Regiments mit den Ranginsignien eines Colonels, auch dann wenn sie ansonsten den höheren Dienstrang eines Brigadiers oder Generals innehaben.
Der Colonel of the Regiment kann einen Deputy Colonel of the Regiment ernennen, der ihn bei seiner Tätigkeit unterstützt.
Bei Einheiten, die nominal kein „Regiment“ sind, aber dennoch ein vergleichbares Amt unterhalten, heißt dieses gewöhnlich Honorary Colonel.